# 1774 aux échecs
| Années des échecs : 1771 - 1772 - 1773 - 1774 - 1775 - 1776 - 1777    |
| Décennies des échecs : 1740 - 1750 - 1760 - 1770 - 1780 - 1790 - 1800 |

Cet article présente les faits marquants de l'année 1774 aux échecs.

## Événements majeurs
- A Londres, création du premier club d’échecs réellement organisé, sous l’influence du français Philidor. Il se réunit au café Parloe. Il est limité à cent membres, et la cotisation est de trois guinées[1].

## Naissances
- Egerton Smith, fondateur du journal Liverpool Mercury, journal qui sera le premier à prévoir un espace pour le jeu d’échecs, de juillet 1813 à août 1814.
- 24 juin : François Nicolas Benoît Haxo, général français et fort joueur d'échecs à l'aveugle[2].